# Perdiu boscana de Fujian
La perdiu boscana de Fujian (Arborophila gingica) és el un ocell de la família dels fasiànids (Phasianidae) que habita zones boscoses del sud-est de la Xina.